# Palpador

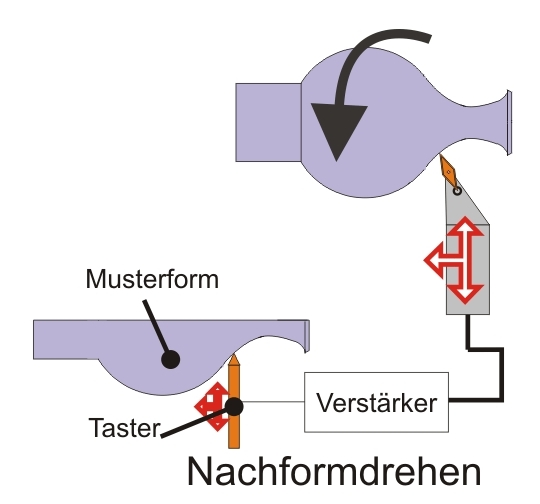
Esquema funcional de torno copiador.

Un palpador es un vástago que mediante el contacto con una pieza se utiliza como detector, un instrumento de medición. Consta de una punta esférica o un rodillo que sobresale ligeramente de un vástago hueco y es empujado contra la boquilla del vástago por un muelle elástico o por aire comprimido. Se utiliza frecuentemente en combinación con un sensor de posición o desplazamiento, como un potenciómetro, un sensor de efecto Hall o un transformador diferencial de variación lineal (LVDT, por sus siglas en inglés).
No debe confundirse con un empujador, que es un elemento de contacto que pisa una leva y permite transformar el movimiento giratorio de la leva en un movimiento rectilíneo oscilatorio, como los usados en motores de combustión interna.

## Aplicaciones de los palpadores

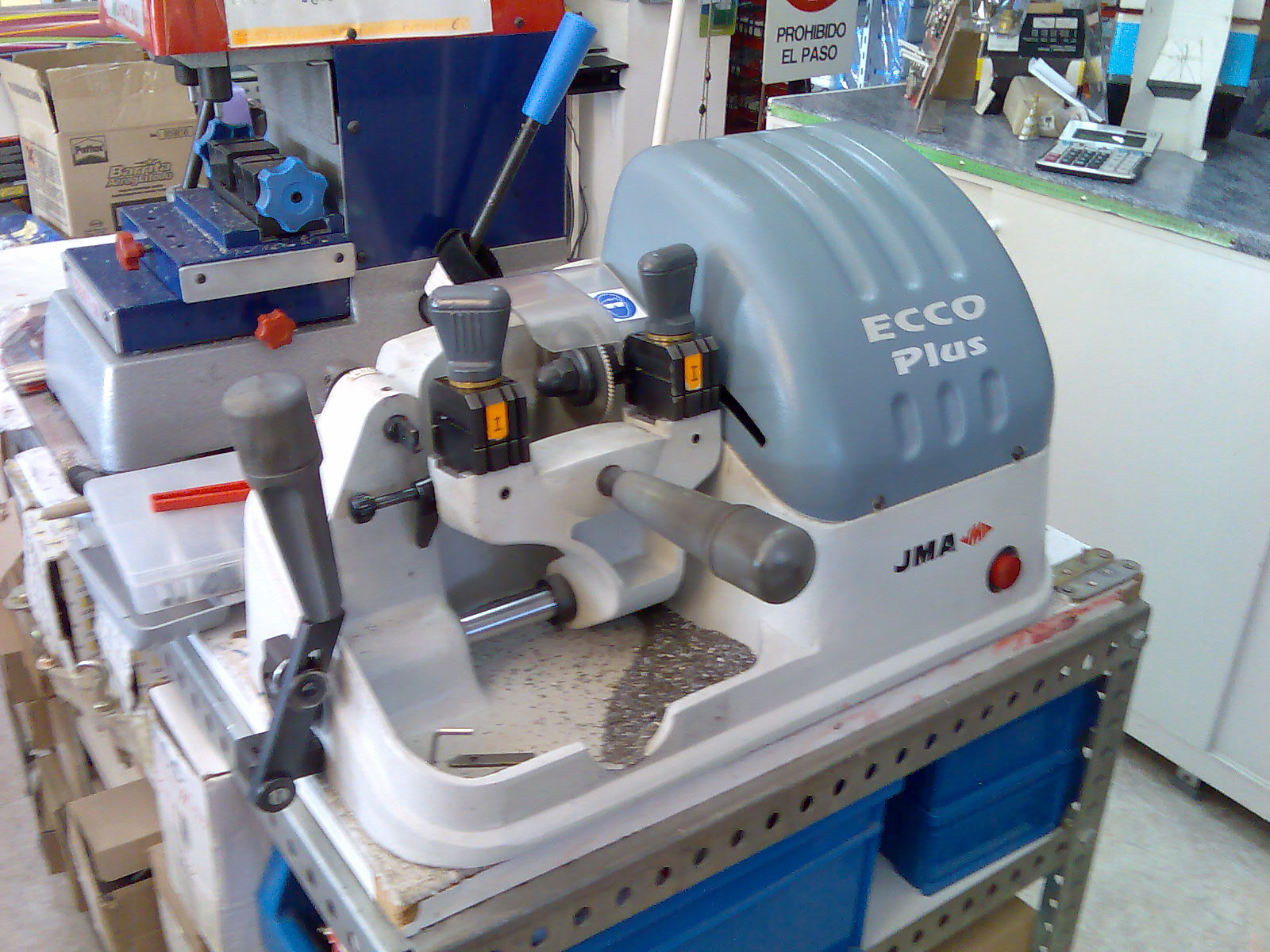
Máquina copiadora de llaves.

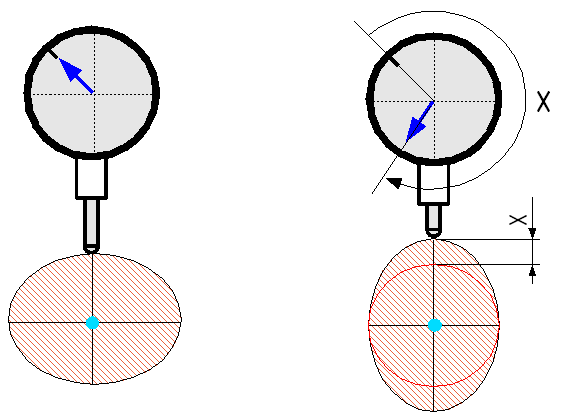
Verificación de excentricidad.

- Tornos y fresadoras copiadoras. En este caso el palpador recorre el perfil de la plantilla de la pieza que se quiere copiar reproduciendo una pieza mecanizada de acuerdo con el perfil de la plantilla que el palpador recorre.
- Fabricación de llaves duplicadas. Las máquinas copiadoras de llaves tienen instalado un palpador que recorre el perfil de una llave original y permite copiar tantas llaves nuevas como se necesiten exactamente igual que la original
- Máquinas de medición electrónica. El palpador es un elemento clave de la máquina de medición y el resultado de las mediciones que se toman dependen en gran parte de las características metrológicas del tipo de palpador que se utiliza.
- Máquinas de control numérico. En las máquinas de control numérico se utilizan a menudo palpadores para establecer las cotas de referencias.